# Punto y aparte
Punto y aparte es una película mexicana dramática del año 2002 dirigida y producida por Francisco del Toro. La película retoma los temas del embarazo adolescente y el aborto explorando sus consecuencias desde una perspectiva moral. Estuvo protagonizada por Evangelina Sosa, Mauricio Islas, Geraldine Bazán y José Luis Reséndez.

## Argumento
La película presenta de forma paralela las historias de dos jóvenes adolescentes. De este modo se pretende hacer una comparación entre las vidas una pareja de adolescentes de clase acomodada, Aline y su novio Valentín, y las vidas de Miroslava y Sergio.
Aline es una chica de clase alta, que vive con su madre Laura (Mariagna Prats) y tiene una vida normal que transcurre entre la escuela, sus mejores amigas Greta (Joemy Blanco), Yadira (Diana Osorio) y el noviazgo con Valentín (José Luis Reséndez). El joven la presiona continuamente para tener relaciones a lo que Aline se niega, explicándole que no está lista y tiene miedo a las posibles consecuencias, como un embarazo no deseado. Después de varias de éstas ocasiones -en una de ellas, inclusive Aline da por terminado el noviazgo-, Valentín convence a su novia de dar el siguiente paso. Después de unos días de retraso, Aline advierte que puede estar esperando un hijo y Valentín la tranquiliza diciendo que puede ser por otra cosa, pero todo se desmorona para los jóvenes cuando confirman que tendrán un bebé. Aline y sus amigas recurren a remedios caseros para terminar con el embarazo pero nada funciona. A pesar de haberle dicho anteriormente a Aline que la apoyaría en caso de quedar embarazada, Valentín insiste en que ella debe perderlo 'porque no quiere que un hijo eche a perder sus vidas', así que la lleva a un médico para que le realice un aborto. Sin embargo, éste termina explicándoles las consecuencias que podría tener esa operación para la chica (esterilidad, infecciones, etc). Aunque al principio Aline está profundamente decepcionada de Valentín, se muestra renuente a hacerse el aborto, pero después de un incidente con el padre de su novio -quien le niega al muchacho y trata de ofrecerle dinero para abortar - y por miedo a la reacción de su madre, la chica busca con ayuda de sus amigas una clínica para realizarse el aborto, lo cual la llena de tristeza y remordimiento. Un día, Laura encuentra a su hija desangrándose y al llevarla al hospital es puesta al corriente del tipo de operación que ésta se hizo. Aline cae entonces en una profunda depresión que la lleva a encerrarse en su cuarto, a abandonar el colegio, a sostener frecuentes discusiones con su madre y a tener pesadillas con su hijo muerto. Aurora (Geraldine Bazán trata de ayudarla hablándole del amor de Dios y que éste puede perdonarle sus pecados si está de verdad arrepentida. Así mismo, le enseña a orar y Aline, poco a poco, va recobrando las ganas de salir adelante; vuelve a la escuela y tiene una mejor relación con su madre. Aline se reencuentra unos días después con Valentín, quién hipócritamente le sugiere retomar la relación aduciendo que el haberse deshecho del niño fue lo mejor para ambos. Aurora dice a Aline que el guardar rencor hacia Valentín no le servirá de nada y que debe perdonarlo de corazón para ella poder vivir en paz. Tiempo después Aline conoce a Marcelo, un amigo de Aurora que desde el primer momento muestra interés en la chica. Después de una fiesta, Marcelo es golpeado por Valentín y sus amigos, no sin antes hablarle de la relación que tuvo con Aline y el aborto de ella. Avergonzada y con el corazón roto, Aline decide dejar de ver a Marcelo, sin embargo, el muchacho le aclara que no le importa su pasado y se hacen novios.
Ahora Yadira, la mejor amiga de Aline, es quién se enfrenta al problema del embarazo no deseado, y está en las manos de Aline evitar que ella cometa el mismo error.
Por su parte, Miroslava (Evangelina Sosa) es una joven que pertenece a una familia muy pobre y numerosa. Sergio (Mauricio Islas) es un joven vago y bueno para nada que pretende a Miroslava únicamente para pasar el rato. Por eso, la familia de Miroslava le advierte que no quieren verla involucrada con él.
Una noche, la muchacha se entrega a Sergio y al paso del tiempo advierte que espera un hijo, pero no dice nada por miedo a la reacción de sus padres. Al principio, con ayuda de su amiga Hortensia, busca la manera de terminar con el embarazo, pero se arrepiente y decide tener a su hijo. Finalmente los papás de Miroslava se enteran y la llevan a la casa de Sergio. Éste y su madre la aceptan a regañadientes y desahogan su molestia humillándola y tratándola como a una sirvienta. Miroslava también es víctima de las frecuentes golpizas de Sergio, quien la presiona para abortar. Una noche, Sergio y su madre hablan sobre la posibilidad de hacer negocio vendiendo al bebé de Miroslava cuando nazca. Harta de los maltratos de ambos y con miedo a lo que Sergio pueda hacerle a su hijo, la muchacha huye con los ahorros de la madre de él. Renta un cuarto en una vecindad, donde sólo tiene como apoyo a su vecina, doña Caridad, y se enfrenta a cosas difíciles, como el hambre y la falta de oportunidades laborales debido a su embarazo. Meses después, la chica da a luz, lo que la llena de alegría a pesar de su situación precaria. Las cosas se agravan para Miroslava debido a la falta de dinero, lo cual la lleva a la desesperación de no tener nada para darle a su hijo. Sergio se aprovecha de esto para decirle que podrían hacer un negocio juntos y ganar mucho dinero -Miroslava recuerda la conversación de éste con su madre-, a lo que se niega. Un día, mientras camina por la calle, triste y agotada, se encuentra con una amiga de su antiguo vecindario, doña Cuquita. Ésta la invita a cenar a su casa y le habla del amor de Dios, y de cómo con su ayuda puede conseguir nuevas fuerzas para salir adelante. Miroslava decide aplicar esto en su vida y comienza a buscar una vida mejor. Luego de varios intentos fallidos por conseguir trabajo, llega a emplearse a la casa de Yadira -la amiga de Aline, que ante el rechazo de sus padres vive en casa de la primera-, cuyos padres no desean que ella tenga a su hijo y tratan de convencerla de que deshacerse de él será lo mejor. La muchacha les hace ver con su testimonio lo que podría significar para Yadira abortar, y así ellos buscan el perdón de su hija y reconciliarse con ella.
Una tarde, Sergio ataca a doña Cuquita para robarse al niño, lo que destroza a Miroslava, quién sospecha que Sergio está detrás de todo.
Mientras tanto, Sergio ha logrado vender a su propio hijo, pero la pareja que lo compró es detenida antes de salir con él del país y poco después Sergio es detenido en un bar por la policía al intentar huir.
Llega el día del nacimiento del hijo de Yadira, suceso que finalmente hará que las vidas de Aline y Miroslava se entrelacen.
La película trata la manera en que las chicas hacen frente a sus embarazos precoces, cómo afrontan las reacciones de sus respectivas familias, amigos y conocidos, y de cómo son obligadas por sus respectivas parejas a no tener a sus bebés.